# Marlaung
Marlaung is een bestuurslaag in het regentschap Padang Lawas Utara van de provincie Noord-Sumatra, Indonesië. Marlaung telt 1370 inwoners (volkstelling 2010).